# World Games 2005/Bodybuilding
Bei den World Games 2005 wurde vom 15. bis 16. Juli 2005 sieben Wettbewerbe im Bodybuilding durchgeführt.

## Regelwerk und Modus
- Die besten 5 Teilnehmer in der 1. Runde qualifizieren sich für das Finale.
- Im Finale werden die Punkte aus der 2. und 3. Runde zusammengezählt. Punkte aus Runde 1 werden im Finale nicht berücksichtigt.
- Wenn im Finale mindestens zwei Bodybuilder den gleichen Punktestand in der Gesamtwertung haben, wird die Platzierung anhand der Punktewertung aus der 2. Runde bestimmt.

## Wettbewerbe und Zeitplan
| Wettbewerbe         | Juli | Juli |
|                     | 15.  | 16.  |
| ------------------- | ---- | ---- |
| Damen Lightweight   |      |      |
| Damen Heavyweight   |      |      |
| Herren Bantamweight |      |      |
| Herren Lightweight  |      |      |
| Herren Welterweight |      |      |
| Herren Middleweight |      |      |
| Herren Heavyweight  |      |      |

|  | Qualifikation |  | Finale |

## Ergebnisse

### Damen

#### Lightweight (bis 52kg)
| Platz | Land                | Namen          | Runde 1 | Runde 2 | Runde 3 | Gesamtpunkte |
| ----- | ------------------- | -------------- | ------- | ------- | ------- | ------------ |
| 1     | Ukraine             | Iryna Petrenko | 7       | 7       | 8       | 15           |
| 2     | Hongkong            | Kit Ming Lo    | 9       | 9       | 9       | 18           |
| 3     | Volksrepublik China | Xinli Cao      | 14      | 15      | 14      | 29           |
| 4     | Österreich          | Ilka Schwengl  | 20      | 19      | 18      | 37           |

#### Heavyweight (über 52kg)
| Platz | Land                | Namen                | Runde 1 | Runde 2                                          | Runde 3                                          | Gesamtpunkte |
| ----- | ------------------- | -------------------- | ------- | ------------------------------------------------ | ------------------------------------------------ | ------------ |
| 1     | Polen               | Agnieszka Ryk        | 9       | 9                                                | 7                                                | 16           |
| 2     | Slowakei            | Aurelia Grozajova    | 6       | 7                                                | 16                                               | 23           |
| 3     | Deutschland         | Simone Linay         | 20      | 15                                               | 13                                               | 28           |
| 4     | Volksrepublik China | Yueyun Liang         | 26      | 21                                               | 15                                               | 36           |
| 5     | Finnland            | Salla Kauranen       | 22      | 22                                               | 25                                               | 47           |
| 6     | Deutschland         | Cornelia Hakuba      | 29      | nicht im Finale der besten fünf Bodybuilderinnen | nicht im Finale der besten fünf Bodybuilderinnen | 29           |
| 7     | Ungarn              | Erika Taksonyi       | 29      | nicht im Finale der besten fünf Bodybuilderinnen | nicht im Finale der besten fünf Bodybuilderinnen | 29           |
| 8     | Russland            | Lyudmila Tubultseva  | 42      | nicht im Finale der besten fünf Bodybuilderinnen | nicht im Finale der besten fünf Bodybuilderinnen | 42           |
| 9     | Japan               | Aki Nishimoto        | 46      | nicht im Finale der besten fünf Bodybuilderinnen | nicht im Finale der besten fünf Bodybuilderinnen | 46           |
| 10    | Tschechien          | Darina Kanova        | 50      | nicht im Finale der besten fünf Bodybuilderinnen | nicht im Finale der besten fünf Bodybuilderinnen | 50           |
| 11    | Tschechien          | Brigita Bolsichinova | 51      | nicht im Finale der besten fünf Bodybuilderinnen | nicht im Finale der besten fünf Bodybuilderinnen | 51           |
| 12    | Guam                | Lori Hayden          | 60      | nicht im Finale der besten fünf Bodybuilderinnen | nicht im Finale der besten fünf Bodybuilderinnen | 60           |

### Herren

#### Bantamweight (bis 70kg)
| Platz | Land                | Namen                 | Runde 1 | Runde 2                                     | Runde 3                                     | Gesamtpunkte |
| ----- | ------------------- | --------------------- | ------- | ------------------------------------------- | ------------------------------------------- | ------------ |
| 1     | Brasilien           | Jose Carlos Santos    | 8       | 8                                           | 7                                           | 15           |
| 2     | Polen               | Kamil Majek           | 10      | 8                                           | 9                                           | 17           |
| 3     | Ägypten             | Anwar El Amawy        | 16      | 16                                          | 18                                          | 34           |
| 4     | Singapur            | Abdul Halim Bin Haron | 18      | 19                                          | 16                                          | 35           |
| 5     | Volksrepublik China | Peiqu Lin             | 26      | 25                                          | 25                                          | 50           |
| 6     | Deutschland         | Thomas Nuhn           | 29      | nicht im Finale der besten fünf Bodybuilder | nicht im Finale der besten fünf Bodybuilder | 29           |
| 7     | Singapur            | Ibrahim Bin Sihat     | 36      | nicht im Finale der besten fünf Bodybuilder | nicht im Finale der besten fünf Bodybuilder | 36           |
| 8     | Tschechien          | Jiri Cernota          | 39      | nicht im Finale der besten fünf Bodybuilder | nicht im Finale der besten fünf Bodybuilder | 39           |

#### Lightweight (bis 75kg)
| Platz | Land        | Namen            | Runde 1 | Runde 2                                     | Runde 3                                     | Gesamtpunkte |
| ----- | ----------- | ---------------- | ------- | ------------------------------------------- | ------------------------------------------- | ------------ |
| 1     | Deutschland | Werner Zenk      | 8       | 7                                           | 7                                           | 14           |
| 2     | Slowakei    | Igor Kocis       | 7       | 8                                           | 12                                          | 20           |
| 3     | Italien     | Corrado Maggiore | 20      | 18                                          | 17                                          | 35           |
| 4     | Hongkong    | Yun To Chan      | 20      | 20                                          | 21                                          | 41           |
| 5     | Deutschland | Michael Metzger  | 20      | 22                                          | 20                                          | 42           |
| 6     | Indien      | Amit Chaudhary   | 32      | nicht im Finale der besten fünf Bodybuilder | nicht im Finale der besten fünf Bodybuilder | 32           |
| 7     | Samoa       | Lusi Liga-Liga   | 33      | nicht im Finale der besten fünf Bodybuilder | nicht im Finale der besten fünf Bodybuilder | 33           |

#### Welterweight (bis 80kg)
| Platz | Land        | Namen                       | Runde 1 | Runde 2                                     | Runde 3                                     | Gesamtpunkte |
| ----- | ----------- | --------------------------- | ------- | ------------------------------------------- | ------------------------------------------- | ------------ |
| 1     | Slowakei    | Juraj Vrabel                | 7       | 6                                           | 9                                           | 15           |
| 2     | Deutschland | Andreas Becker              | 9       | 11                                          | 12                                          | 23           |
| 3     | Brasilien   | Luis Sarmento               | 14      | 14                                          | 12                                          | 26           |
| 4     | Tschechien  | Jan Kubik                   | 20      | 21                                          | 21                                          | 42           |
| 5     | Ägypten     | Youssry Abou Youssef        | 26      | 23                                          | 21                                          | 44           |
| 6     | Japan       | Koichi Aikawa               | 29      | nicht im Finale der besten fünf Bodybuilder | nicht im Finale der besten fünf Bodybuilder | 32           |
| 7     | Singapur    | Mohamed Ismail Bin Muhammad | 33      | nicht im Finale der besten fünf Bodybuilder | nicht im Finale der besten fünf Bodybuilder | 33           |

#### Middleweight (bis 85kg)
| Platz   | Land        | Namen                         | Runde 1 | Runde 2 | Runde 3 | Gesamtpunkte |
| ------- | ----------- | ----------------------------- | ------- | ------- | ------- | ------------ |
| 1       | Katar       | Kamal Abullsalam Abdullrahman | 5       | 5       | 5       | 10           |
| 2       | Bahrain     | Tariq Jaffer Al Farssani      | 13      | 11      | 13      | 24           |
| 3 (a)   | Litauen     | Semion Berkovic               | 18      | 18      | 19      | 37           |
| DSQ (b) | Deutschland | Frank Schramm                 | 15      | 19      | 16      | 35           |
| DSQ (c) | Südkorea    | Jin Ho Lee                    | 23      | 22      | 21      | 43           |

#### Heavyweight (über 85kg)
| Platz | Land        | Namen                 | Runde 1 | Runde 2 | Runde 3 | Gesamtpunkte |
| ----- | ----------- | --------------------- | ------- | ------- | ------- | ------------ |
| 1     | Ägypten     | El Shahat Mabrouk     | 9       | 8       | 12      | 20           |
| 2     | Katar       | Ali Tabrizi Nouri     | 10      | 9       | 11      | 20           |
| 3     | Deutschland | Thomas Scheu          | 11      | 13      | 10      | 23           |
| 4     | Lettland    | Vitalijs Aleksandrovs | 20      | 21      | 19      | 40           |
| 5     | Estland     | Ott Kiivikas          | 25      | 24      | 25      | 49           |

## Medaillenspiegel
| Medaillenspiegel | Medaillenspiegel    | Medaillenspiegel | Medaillenspiegel | Medaillenspiegel | Medaillenspiegel |
| Platz            | Land                | G                | S                | B                | Gesamt           |
| ---------------- | ------------------- | ---------------- | ---------------- | ---------------- | ---------------- |
| 01               | Slowakei            | 1                | 2                | 0                | 3                |
| 02               | Deutschland         | 1                | 1                | 2                | 4                |
| 03               | Polen               | 1                | 1                | 0                | 2                |
| 03               | Katar               | 1                | 1                | 0                | 2                |
| 05               | Brasilien           | 1                | 0                | 1                | 2                |
| 05               | Ägypten             | 1                | 0                | 1                | 2                |
| 07               | Ukraine             | 1                | 0                | 0                | 1                |
| 08               | Bahrain             | 0                | 1                | 0                | 1                |
| 08               | Hongkong            | 0                | 1                | 0                | 1                |
| 10               | Volksrepublik China | 0                | 0                | 1                | 1                |
| 10               | Italien             | 0                | 0                | 1                | 1                |
| 10               | Litauen             | 0                | 0                | 1                | 1                |
| Total            | Total               | 7                | 7                | 7                | 21               |